# Каміло Кандідо
Каміло Кандідо (ісп. Camilo Cándido, нар. 2 червня 1995, Монтевідео) — уругвайський футболіст, півзахисник мексиканського клубу «Крус Асуль». Відомий за виступами в низці уругвайських клубів, зокрема, за «Насьйональ» та «Ліверпуль». Дворазовий чемпіон Уругваю.

## Ігрова кар'єра
Каміло Кандідо народився 1995 року в місті Монтевідео, та є вихованцем футбольної школи клубу «Рампла Хуніорс». Дорослу футбольну кар'єру розпочав 2015 року в основній команді того ж клубу, в якій грав до 2018 рокуни, взявши участь у 70 матчах чемпіонату. У 2018 році нетривалий час перебував у аргентинському клубі «Сан-Мартін» (Сан-Хуан), після чого повернувся до «Рампла Хуніорс», де грав до 2019 року. У середині 2019 року футболіст грав у команді «Хувентуд».
У кінці 2019 року Кандідо перейшов до клубу «Ліверпуль» (Монтевідео), в складі якого в цьому ж році став чемпіоном Уругваю. У складі клубу «Ліверпуль» футболіст грав до 2021 року", після чого перейшов до клубу Насьйональ", у складі якого в 2022 році вдруге став чемпіоном країни. У 2023 році керівництво клубу віддало Кандідо в оренду до бразильського клубу «Баїя».
З 2024 року Каміло Кандідо грає в складі мексиканського клубу «Крус Асуль». Станом на 12 жовтня 2024 року відіграв за команду з Мехіко 30 матчів в національному чемпіонаті.

## Виступи за збірні
У 2021 році Каміло Кандідо включили до складу національної збірної Уругваю для участі в розіграші Кубка Америки 2021 року у Бразилії. Проте на турнірі футболіст не виходив на поле, й у збірній так і не дебютував.

## Титули і досягнення
- Чемпіон Уругваю (2):

«Ліверпуль» (Монтевідео): 2019
«Насьйональ»: 2022
- Володар Суперліги Колумбії (1):

«Атлетіко Насьйональ»: 2025